# Sommer der Gaukler
Sommer der Gaukler ist ein deutsch-österreichischer Spielfilm von Marcus H. Rosenmüller aus dem Jahr 2011. Der Kinostart war am 22. Dezember 2011 in Deutschland; vor diesem Datum wurde der Film ab dem 9. Dezember 2011 in zahlreichen Previews gezeigt.

## Handlung
Nach der Aufführung eines Theaterstücks über Agnes Bernauer in Nürnberg, zu dem auch Wolfgang Amadeus Mozart erwartet wurde, zieht Emanuel Schikaneders Theatercompagnie im Sommer 1780 nach Salzburg.
Die Truppe strandet – geplagt von Geldmangel, fehlenden Genehmigungen der Obrigkeiten und ohne künstlerische Inspiration – von Salzburg abgewiesen in einem abgelegenen Bergdorf.
Dort geraten sie in die Auseinandersetzung zwischen einem Bergwerksbesitzer und Bergleuten, die vom Ostallgäuer Steiger Georg Vester angeführt werden.

## Hintergrund
Ein Großteil des Films wurde im Museumsdorf Bayerischer Wald gedreht. Wie in allen Filmen Rosenmüllers seit Wer früher stirbt ist länger tot komponierte Gerd Baumann die Filmmusik. Mit etwa 52.000 Zuschauern bis Ende 2012 war Sommer der Gaukler unter den bisherigen Kinofilmen Rosenmüllers derjenige mit dem geringsten Publikumserfolg.

## Kritik
„Robert Hültners Roman, der dem Film zugrunde liegt, unterscheidet mit Sorgfalt die sozialen Sphären und beschreibt, wie die bergdörfliche Alltagsstimmung vom Theaterfieber ergriffen wird. Er will, neun Jahre vor dem Sturm der Bastille, eine Art vorrevolutionäre Situation in Bayern schildern. Bei Rosenmüller wird all dies zur großen Kostüm-Kasperei verquirlt.“

„Selten bietet der deutsche Film so eine berauschend-stimmige Mischung aus leichthändiger Inszenierung und burlesker Tiefe, die sinnliche Abgründe offenlegt, ohne die Erzählung aus den Augen zu verlieren. Freilich kommen Regisseur Marcus H. Rosenmüller, bekannt geworden mit „Wer früher stirbt, ist länger tot“, die pointenreichen Dialoge und die überraschenden Wendungen des Drehbuchs zugute.“